# 愛達荷縣
愛達荷縣（英語：Idaho County）是美国爱达荷州中部的一個郡，東鄰蒙大拿州，西鄰俄勒冈州，面積22,021平方公里。根據2020年美國人口普查，愛達荷縣共有人口16,541人。愛達荷縣的縣治為格蘭奇維爾。愛達荷縣的面積為8,502.48平方英里（22,021.3平方），是愛達荷州中面積最大的縣份，亦是美國面積第18大的縣份。

## 歷史
愛達荷縣成立於1861年，最初是华盛顿领地的一個地區。愛達荷縣得名自縣名來自1860年在哥倫比亞河上行駛的蒸汽船愛達荷號。1864年2月4日，愛達荷領地立法機關將愛達荷縣重組。後來，愛達荷縣成為了愛達荷州的一部份，而愛達荷州亦得名自蒸汽船愛達荷號。
愛達荷縣於1864年至1875年期間的縣治為佛羅倫薩。1875年，縣治改為芒特愛達荷。於1902年，縣治才遷至現址上。
本縣是美國七個與州份名稱相同的縣份的其中一個。另外六個分別為阿肯色縣、愛荷華郡、夏威夷縣、紐約郡、奧克拉荷馬縣以及猶他縣。

## 地理
根據2000年人口普查，愛達荷縣總面積為8,502.48平方英里（22,021.3平方），其中有8,484.88平方英里（21,975.7平方），即99.79%為陸地；17.59平方英里（45.6平方），即0.21%為水域。

### 毗鄰縣
- 清水縣：北方
- 蒙大拿州米蘇拉縣：東北方
- 蒙大拿州拉瓦利縣：東方
- 愛達荷州萊姆哈伊縣：東南方
- 愛達荷州瓦利縣：南方
- 愛達荷州亞當斯縣：西南方
- 俄勒冈州瓦洛瓦縣：西方
- 愛達荷州內茲珀斯縣：西北方
- 愛達荷州劉易斯縣：西北方

### 國家保護區

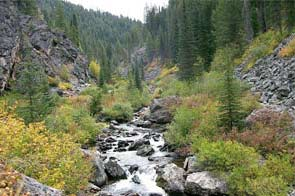
內茲佩爾塞國家森林公園

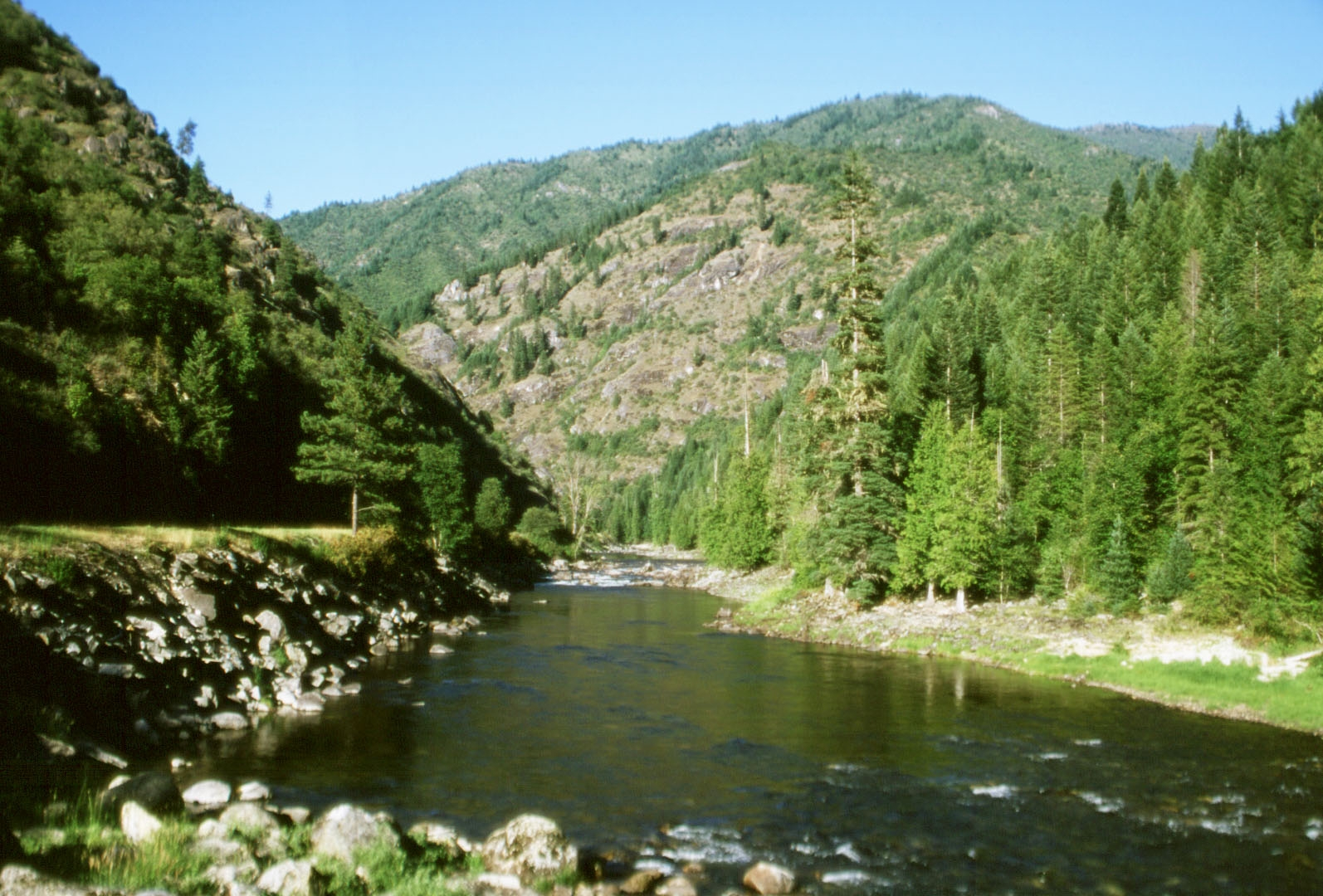
克利爾沃特國家森林公園

- 比特鲁特国家森林（部份）
- 清水国家森林（部份）
- 地獄峽谷國家娛樂區（英语：Hells Canyon National Recreation Area）（部份）
- 内兹珀斯国家森林
- 內茲珀斯國家歷史公園（英语：Nez Perce National Historical Park）（部份）
- 帕耶特国家森林（部份）
- 萨门-夏利斯国家森林（部份）
- 瓦洛瓦-惠特曼国家森林（部份）
- 弗兰克·丘奇-不归路河原野（部份）
- 福音駝峰原野（英语：Gospel Hump Wilderness）
- 地獄峽谷荒野（英语：Hells Canyon Wilderness (Oregon and Idaho)）（部份）
- 塞爾韋-比特魯特原野（英语：Selway–Bitterroot Wilderness）（部份）

愛達荷縣擁有4,431,720英畝（17,934平方公里）的國家森林公園土地，比美國本土上任何縣份都要多。愛達荷縣國家森林公園中佔最多面積的國家保護區為內茲佩爾塞國家森林公園（2,224,091英畝）、克利爾沃特國家森林公園（870,807英畝）、帕耶特國家森林公園（804,853英畝）、比特魯特國家森林公園（464,108英畝）、鮭魚查利斯國家森林公園（66,074英畝）以及瓦洛厄國家森林公園（1,787英畝）。另外，整個內茲佩爾塞國家森林公園皆位於愛達荷縣內，使之成為美國中面積最大的非跨縣國家森林公園。

## 人口
| 调查年   | 人口   | 备注 | %±     |
| -------- | ------ | ---- | ------ |
| 1870     | 849    |      | —      |
| 1880     | 2,031  |      | 139.2% |
| 1890     | 2,955  |      | 45.5%  |
| 1900     | 9,121  |      | 208.7% |
| 1910     | 12,384 |      | 35.8%  |
| 1920     | 11,759 |      | −5.0%  |
| 1930     | 10,107 |      | −14.0% |
| 1940     | 12,691 |      | 25.6%  |
| 1950     | 11,423 |      | −10.0% |
| 1960     | 13,542 |      | 18.6%  |
| 1970     | 12,891 |      | −4.8%  |
| 1980     | 14,769 |      | 14.6%  |
| 1990     | 13,783 |      | −6.7%  |
| 2000     | 15,511 |      | 12.5%  |
| 2010     | 16,267 |      | 4.9%   |
| sources: |        |      |        |

根據2000年人口普查，愛達荷縣擁有15,511居民、6,084住戶和4,295家庭。。其人口密度為每平方英里2居民（每平方公里1居民）。愛達荷縣擁有7,537間房屋单位，其密度為每平方英里1間（每平方公里0.3間）。愛達荷縣的人口是由94.12%白人、0.08%黑人、2.89%土著、0.26%亞洲人、0.02%太平洋岛民、0.91%其他種族和1.72%混血构成。而西班牙裔或拉丁美洲人佔了人口1.57%。而在白人當中，有9.7%為德國人、11.7%為英國人以及9.0%為愛爾蘭人。
在6,084住户中，有29.20%擁有一個或以上的兒童（18歲以下）、60.80%為夫妻、6.30%為單親家庭、而有29.40%為非家庭。其中25.30%住户為獨居，11.70%為同居長者。平均每戶有2.46人，而平均每個家庭則有2.95人。在15,511居民中，有25.00%為18歲以下、6.30%為18至24歲、23.30%為25至44歲、28.40%為45至64歲以及17.00%為65歲以上。人口的年齡中位數為42歲，每100個女性就有103.60個男性。而每100個成年女性（18歲以上）就有104.90個成年男性。
愛達荷縣的住戶收入中位數為$29,515，而家庭收入中位數則為$33,919。男性的收入中位數為$28,383，而女性的收入中位數則為$18,214。愛達荷縣的人均收入為$14,411。約12.50%家庭和16.30%人口在貧窮線以下。